# سونيا هولم
سونيا هولم (بالإنجليزية: Sonia Holm)‏ هي ممثلة بريطانية (وحملت سابقاً جنسية المملكة المتحدة لبريطانيا العظمى وأيرلندا)، ولدت في 24 فبراير 1920 في المملكة المتحدة، وتوفيت بنفس المكان في 2 يوليو 1974.

## وصلات خارجية
- سونيا هولم على موقع IMDb (الإنجليزية)
- سونيا هولم على موقع قاعدة بيانات الفيلم (الإنجليزية)